# Alessio Cigliano

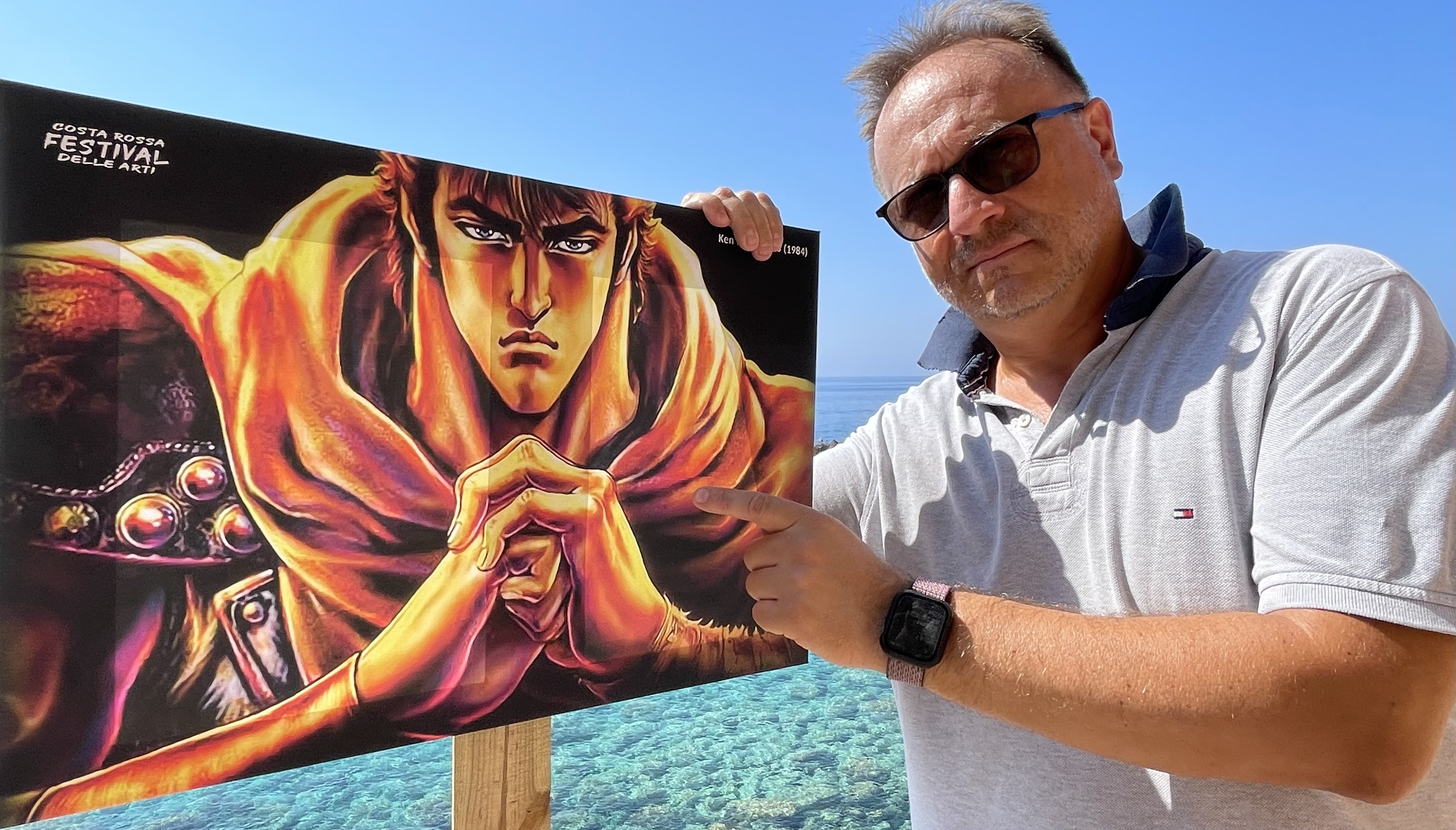
Alessio Cigliano al Costa Rossa Festival delle Arti, 2023

Alessio Cigliano (Roma, 28 luglio 1966) è un doppiatore, direttore del doppiaggio, dialoghista e conduttore radiofonico italiano.

## Biografia

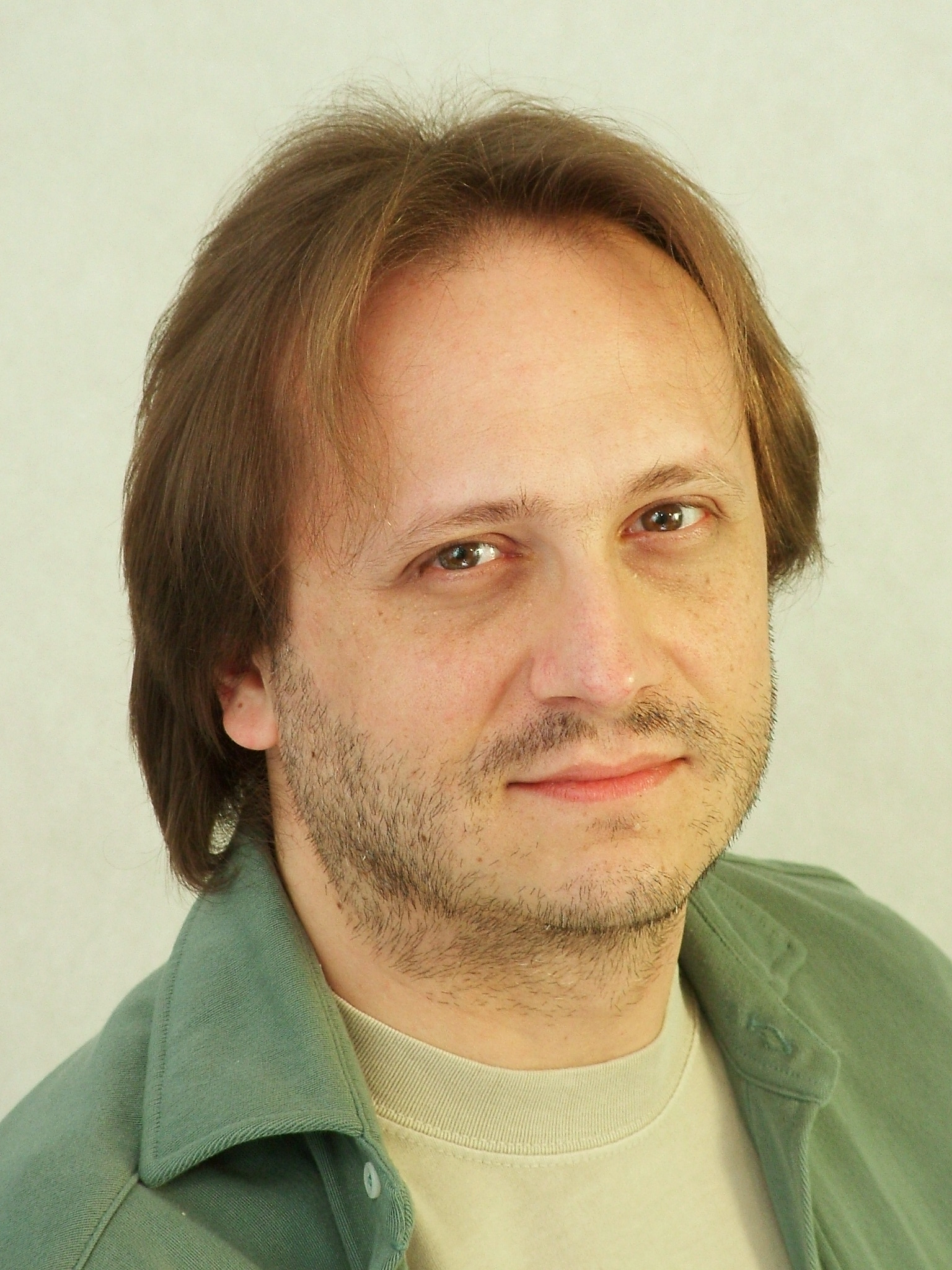
Alessio Cigliano nel 2008

Ha iniziato l'attività nel 1980, legando la sua voce ad alcuni dei più noti cartoni animati del momento, fra cui Ken il guerriero, Maison Ikkoku - Cara dolce Kyoko e Yattaman. Nel 1989 sottoscrive un'esclusiva prima con la S.A.S. e nel 1997 con La BiBi.it, società per la quale ha anche doppiato Agumon, uno dei Digimon nelle prime due serie dell'anime.
Fra gli attori doppiati si ricordano Heath Ledger ne I segreti di Brokeback Mountain, Zachary Quinto negli ultimi lungometraggi di Star Trek, Billy Crudup in Watchmen, Erdoğan Atalay in Squadra Speciale Cobra 11, Noah Wyle in E.R. - Medici in prima linea e Falling Skies, Michael Imperioli in I Soprano, Leslie Cheung in Addio mia concubina e la voce dell'orso Malloy nella serie Brickleberry.
Ha diretto il doppiaggio delle serie TV The O.C.e Mr Selfridge, della seconda, terza e quarta stagione di Digimon e di Zorori.
Nel 2003 ha vinto il premio per la migliore direzione del doppiaggio di un cartone animato per Digimon Frontier al Gran Galà del Doppiaggio Romics DD.
Nel 2014 fonda e gestisce Radio Cigliano, una web radio personale nata dalla passione per la musica. Tra le dirette, c'è Dopocena con..., con ospiti del doppiaggio italiano che si raccontano e interagiscono col pubblico via chat.
Nel 2018, invitato dalla produzione tedesca, ha partecipato come comparsa in una puntata di Squadra Speciale Cobra 11.
Nel 2023 ha ricevuto il Premio alla Carriera al Costa Rossa Festival delle Arti.

### Vita privata
È fratello maggiore dell'attore e doppiatore Patrizio Cigliano e nipote del cantante Fausto Cigliano.

## Doppiaggio

### Film
- Billy Crudup in Watchmen, Nemico pubblico - Public Enemies, Mangia prega ama, Thin Ice - Tre uomini e una truffa, Ultimo viaggio in Oregon, Le donne della mia vita, A un miglio da te, Che fine ha fatto Bernadette?, Dopo il matrimonio, Die in a Gunfight: un buon modo per morire
- Jason Bateman in Come ammazzare il capo... e vivere felici, Cambio vita, Come ammazzare il capo 2, Una spia e mezzo, La famiglia Fang, Game Night - Indovina chi muore stasera?, Carry-On
- Zachary Quinto in Star Trek, Into Darkness - Star Trek, Hitman: Agent 47, Tallulah, Star Trek Beyond, Snowden, He Went That Way, Basso profilo
- Michael Fassbender in A Dangerous Method, 12 anni schiavo, Frank, Steve Jobs, Slow West
- Michael Sheen in Frost/Nixon - Il duello, Admission - Matricole dentro o fuori, Via dalla pazza folla, Animali notturni, Dolittle
- Stephen Dorff in Backbeat - Tutti hanno bisogno di amore, A morte Hollywood, Somewhere, Immortals, The Iceman
- Patrick Wilson in Little Children, The Founder, L'uomo sul treno - The Commuter, Midway. Moonfall
- Alessandro Nivola in Devil's Knot - Fino a prova contraria, Selma - La strada per la libertà, Disobedience
- John Cusack in Non per soldi... ma per amore, Un tuffo nel passato, Il ricatto
- Nikolaj Coster-Waldau in Il guardiano di notte, Tutte contro lui - The Other Woman, Seconde Chance
- Eric Bana in L'ultima tempesta, Il segreto
- Heath Ledger in I segreti di Brokeback Mountain
- Walton Goggins in G.I. Joe - La vendetta, Tomb Raider, Lo stato della mente
- Benedict Cumberbatch in La talpa, Il quinto potere, Il visionario mondo di Louis Wain
- Michael Stuhlbarg in Miles Ahead, The Post
- Matthias Schoenaerts in Red Sparrow, Fratelli nemici - Close Enemies, The Old Guard, The Old Guard 2
- James Badge Dale in The Lone Ranger, Fire Squad - Incubo di fuoco
- Jason Clarke in Chiudi gli occhi - All I See Is You, Serenity - L'isola dell'inganno
- Jeremy Piven in Una spia al liceo, Entourage
- Joseph Fiennes in Dust, The Darwin Awards - Suicidi accidentali per menti poco evolute
- Mads Mikkelsen in Il sospetto, Van Gogh - Sulla soglia dell'eternità, Chaos Walking
- Shea Whigham in Le belve, Death Note - Il quaderno della morte
- Tom Everett Scott in Corsa a Witch Mountain, Enemies Closer
- Jude Law in I Love You, I Love You Not, Passioni e desideri
- Michael Imperioli in Amabili resti, Vijay - Il mio amico indiano
- Richard Grieco in Against the Law, Blackheart
- JJ Feild in O' Jerusalem, Alla ricerca di Jane
- Éric Elmosnino in La famiglia Bélier, Chic!, Qualcosa di troppo
- Leslie Cheung in Addio mia concubina, Le tentazioni della luna
- Shiniki Tsutsumi in Postman Blues, Little Sister
- Luke Evans in Fast & Furious 6, Fast & Furious 8
- Matthew Modine in Parole dal cuore, Girl in Progress, Jobs
- Henry Thomas in Psycho IV, Sons of Liberty - Ribelli per la libertà, Ouija - L'origine del male
- Jason Sudeikis in SWOP: I sesso dipendenti, Race - Il colore della vittoria
- Akshaye Khanna in Un truffatore in famiglia, Border
- Chris Messina in Lo stravagante mondo di Greenberg, Giurato numero 2
- Keegan-Michael Key in The Prom
- Johnny Depp in Cry Baby
- Don Johnson in Cena con delitto - Knives Out
- Bobby Cannavale in Motherless Brooklyn - I segreti di una città
- Tom Hollander in Bohemian Rhapsody
- Hayes MacArthur in Super Troopers 2
- Louis Mandylor in Missione vendetta
- Mike O'Malley in Sully
- Elliot Cowan in La settima musa
- Jason Watkins in The Children Act - Il verdetto
- Joel Edgerton in Life
- Ken Watanabe in La foresta dei sogni
- Scott Adkins in Criminal
- Martin Henderson in Everest
- Matthew Macfadyen in Anna Karenina
- Jay R. Ferguson in Ho cercato il tuo nome
- Langley Kirkwood in Mia e il leone bianco
- Jason Patric in La custode di mia sorella
- Adam Sandler in Billy Madison
- Jeffrey Donovan in Ted Bundy - Fascino criminale, La furia di un uomo - Wrath of Man, First Love, Circondato
- Richard Armitage in Alice attraverso lo specchio
- Ed Harris in Gravity (voce)
- Chris Evans in Snowpiercer
- Eli Roth in Bastardi senza gloria
- Miou Tanaka in Onigoroshi - Demon City
- Matt Damon in Un'altra giovinezza
- Johnny Harris in Biancaneve e il cacciatore
- Joel McHale in Ted
- Javier Cámara in La vita è facile ad occhi chiusi
- Barry Ward in Jimmy's Hall - Una storia d'amore e libertà
- Mathieu Amalric in I fantasmi d'Ismael
- Nick Stahl in My One and Only
- David Oyelowo in Nightingale
- Fred Testot in L'emprise
- Nagase Masatoshi in Le ricette della signora Toku
- The Miz in Sognando il ring
- Neal McDonough in Sonic - Il film
- Eric Close in Ritorno ad Angel Falls
- Pedro Pascal in Wonder Woman 1984
- Doug Jones in Hocus Pocus 2
- Tom Fahn in Un genio per amico
- Germain Louvet in La vita è una danza
- Piotr Kosmala in David e gli elfi
- Marko Zaror in John Wick 4
- Mohan Kapur in The Marvels
- Benoît Magimel in Il gusto delle cose
- Jonathan Ross in Back to Black
- Alberto Ammann in Overdose
- Troels Lyby in Maybe Baby 2
- Steve Pemberton in Better Man
- Eduardo Aladro in Emilia Pérez
- Angus Wright in Here
- Topher Grace in Heretic

### Film d'animazione
- Agumon e sue successive trasformazioni in Digimon - Il film (anche Omnimon), Digimon Adventure: Last Evolution Kizuna
- Lex Luthor in Superman: Doomsday - Il giorno del giudizio, Superman-Batman: nemici pubblici, All Star Superman
- Frozen in Pretty Cure Max Heart 2 - Amici per sempre
- Tart in Fresh Pretty Cure! - Le Pretty Cure nel Regno dei Giocattoli
- Beavis in Beavis & Butt-Head alla conquista dell'America
- Barone Salamandra in HeartCatch Pretty Cure! - Un lupo mannaro a Parigi
- Tupa ne I Lunes e la sfera di Lasifer
- Milton ne L'era glaciale 4 - Continenti alla deriva
- Conor ne La canzone del mare
- Sterling in Cars 3
- Wallace Eastman in Bigfoot Junior
- Stan in Hotel Transylvania 3 - Una vacanza mostruosa
- Barrow in Maquia - Decoriamo la mattina dell'addio con i fiori promessi
- Teruo in Lu e la città delle sirene
- Gaspare Balsamo in Lupin III - La partita italiana
- Kenshiro in Ken il guerriero (ridoppiaggio)
- Trombetta in We're Back! - 4 dinosauri a New York
- Signor Anderson in Toy Story 4
- Hush in Batman: Hush
- Knightowl in Miraculous World: New York, Eroi Uniti
- Mr. Wang in Il drago dei desideri
- Uomo-albero in Boog & Elliot 4 - Il mistero della foresta
- James "Jim" Prescott in Spirit - Il ribelle
- Superman robot n.4 in Superman

### Serie televisive

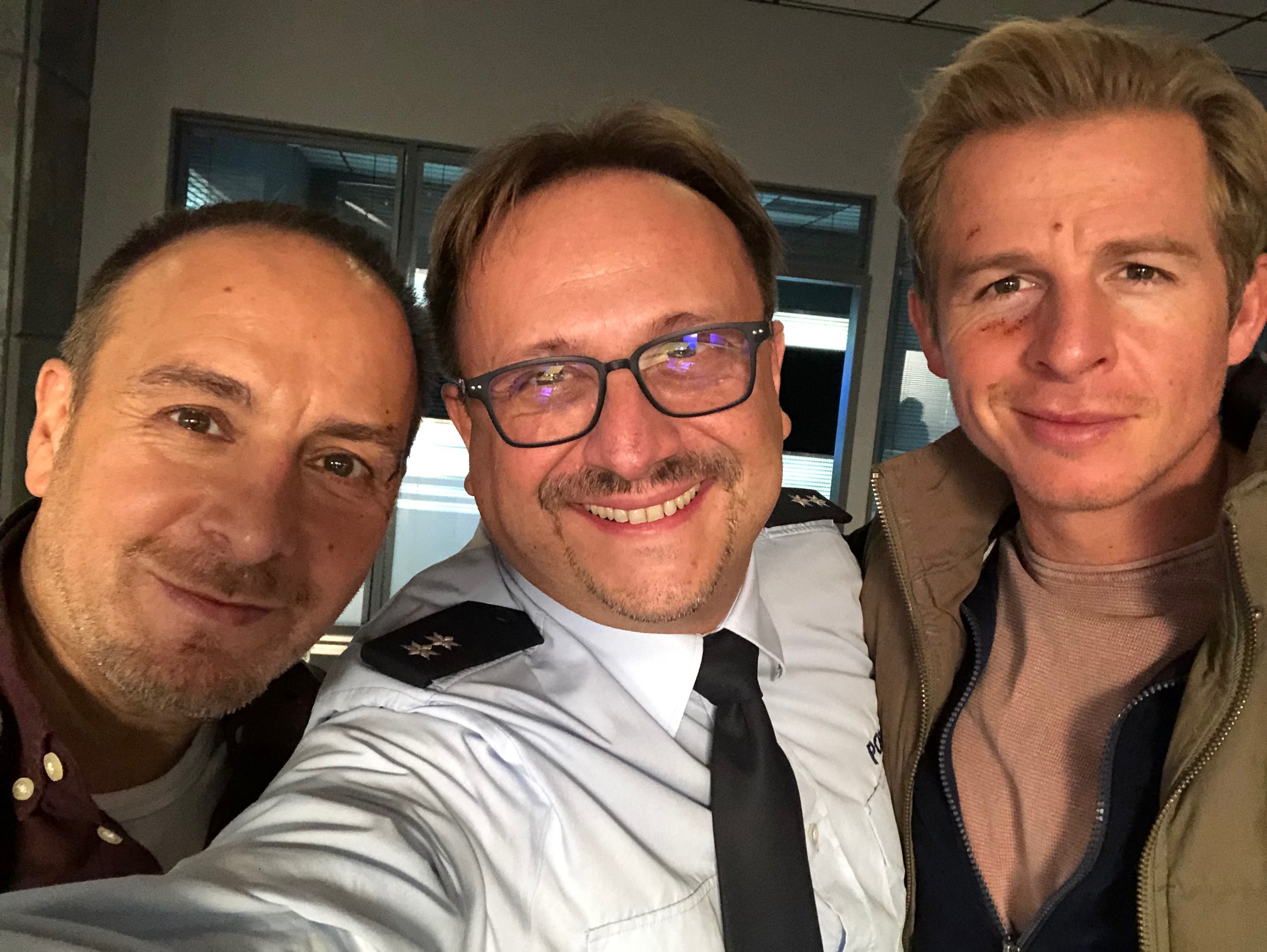
Alessio Cigliano sul set di Squadra Speciale Cobra 11 (2018) insieme a Erdoğan Atalay, a cui presta la voce, e Daniel Roesner

- Michael Imperioli in I Soprano, Detroit 1-8-7, Californication, Lincoln Rhyme - Caccia al collezionista di ossa, The White Lotus
- Zachary Quinto in Heroes, The Slap, Hannibal, NOS4A2
- Michael Sheen in Masters of Sex, Good Omens, Quiz, A Very Royal Scandal
- Jeff Hephner in The O.C., Hellcats, Agent X, Chicago Fire, Chicago Med
- Grant Show in Devious Maids - Panni sporchi a Beverly Hills, Satisfaction, The Family
- Matthew Macfadyen in Spooks, I pilastri della Terra, Ripper Street
- Michael Mosley in Pan Am, Seven Seconds, Criminal Minds
- Kirk Acevedo in Oz, Law & Order - Unità vittime speciali, Law & Order - Il verdetto
- Adam Rodríguez in Roswell, Ugly Betty, Reckless
- Billy Crudup in The Morning Show, Hello Tomorrow!
- Noah Wyle in E.R. - Medici in prima linea, Falling Skies
- Joseph Sikora in Power, Power Book IV: Force
- Raúl Esparza in Law & Order - Unità vittime speciali, Dopesick - Dichiarazione di dipendenza
- Søren Malling in The Killing, Borgen - Il potere
- Alan Tudyk in Powerless, Doom Patrol
- JR Bourne in Somewhere Between, The 100
- Alan van Sprang in Reign, Beauty and the Beast
- Patton Oswalt in The King of Queens, Veronica Mars
- Adam Rayner in Hunted, The Fix
- Erdoğan Atalay in Squadra Speciale Cobra 11, Squadra Speciale Cobra 11 - Sezione 2, Squadra Omicidi Istanbul
- Michael Malarkey in The Vampire Diaries, Law & Order - I due volti della giustizia
- Norbert Leo Butz in Bloodline, The First
- Elliot Cowan in Da Vinci's Demons, Krypton
- Enver Gjokaj in Agent Carter, Agents of S.H.I.E.L.D.
- Walton Goggins in The Shield, Criminal Minds
- Doug Jones in Star Trek: Discovery
- Anthony Montgomery in Star Trek: Enterprise
- Garrett Wang in Star Trek: Voyager
- Aron Eisenberg in Star Trek: Deep Space Nine
- David Boreanaz in Seal Team
- Jeremy Piven in Mr Selfridge
- Reid Scott in Law & Order - I due volti della giustizia
- Eric Dane in Euphoria
- Ioan Gruffudd in Harrow
- Dan Stevens in Downton Abbey
- Eric Mabius in Il mistero delle lettere perdute
- Stéphane Blancafort in Tandem
- Benedict Cumberbatch in Parade's End
- Paul Kaye ne Il Trono di Spade
- Kim Bodnia in The Witcher
- Ryan Phillippe in Secrets and Lies
- Chris Messina in Sharp Objects
- Murray Bartlett in Tales of the City
- Jason Patric in Wayward Pines
- James Tupper in Revenge
- Tom Wisdom in Dominion
- Ben Daniels in Flesh and Bone
- Rainn Wilson in Backstrom, Room 104
- Charlie Cox in Boardwalk Empire - L'impero del crimine
- Fabian Harloff in Hamburg Distretto 21
- Goran Višnjić in Red Widow
- Mark Valley in Body of Proof
- Jack Davenport in Smash
- Matthew Davis in Cult
- Toby Schmitz in Black Sails
- Brett Tucker in Mistresses - Amanti
- Hugh Dillon in Flashpoint
- Nicholas Lea in X-Files
- Eric Close in Dark Skies - Oscure presenze
- Daniel Sunjata in Rescue Me
- Daniel E. Burrows in Un medico tra gli orsi
- Ardal O'Hanlon in Delitti in Paradiso
- Dominic Rowan in Law & Order: UK
- Claes Bang in Dracula
- Philippe Bas in Profiling
- Xavi Mira in Fisica o chimica
- Marcus Giamatti in The Closer
- Jon Cryer in NCIS - Unità anticrimine
- Sebastian Roché in Supernatural
- Peter Serafinowicz in The Tick
- Alec Newman in I figli di Dune
- Harry Hadden-Paton in Versailles
- Gustavo Ángel in Chica vampiro
- Shaun Baker in V.I.P.
- Jason Butler Harner in Next
- Patrick Mille in They Were Ten
- Michael Cyril Creighton in Only Murders in the Building
- Corin Nemec in Terrore in paradiso
- Matt Madriano in Tales of the Walking Dead
- David Julian Hirsh in Jupiter's Legacy
- Kwon Hae-hyo in Kiseiju - La zona grigia
- Shaewn Hatosy in Chicago P.D.

### Cartoni animati
- Agumon e sue successive trasformazioni, BlackWarGreymon in Digimon Adventure e Digimon Adventure 02; Greymon e sue successive trasformazioni, Omnimon, WarGreymon e ShineGreymon in Digimon Fusion Battles
- Taro Soramame, Sole, Picchio e Donbe in Dottor Slump & Arale (ep. 1-52, doppiaggio CRC)[1]
- Kazuya Ryuzaki e Rikiter in General Daimos
- Eligor e Lullaby in Fairy Tail
- Kenshiro in Ken il guerriero
- Ganchan in Yattaman (2ª voce)
- Jiro in Mimì e la nazionale di pallavolo
- Nino in Nino, il mio amico ninja
- Michael Collins in Ghostforce
- Yusaku Godai in Maison Ikkoku - Cara dolce Kyoko (ep. 1-52)
- Daisaku in Arbegas
- Takashi in Laserion
- Kaji in Coccinella
- Mitsuo Yamaki in Digimon Tamers
- Bokomon in Digimon Frontier
- Dondo in Sitting Ducks
- Clam in Camp Lazlo (seconda edizione)
- Dagget in Catastrofici castori
- Zorori in Le incredibili avventure di Zorori
- Livesey in L'isola del tesoro
- Pisard in Pretty Cure
- Kawarino in Yes! Pretty Cure 5
- Tart in Fresh Pretty Cure!
- Nyaon in Super Niyandar - Il gatto mascherato
- Sheen in Planet Sheen
- Clark in Capitan Clark
- Cortes in Skyland
- Timmy Saunders in Inazuma Eleven
- Leonetto in Nanako SOS
- Malloy in Brickleberry
- Gall Trayvis in Star Wars Rebels
- Steven Sr. ne Un idolo nel pallone
- Alistair Krei in Big Hero 6 - La serie
- Baxter Stockman in Teenage Mutant Ninja Turtles - Tartarughe Ninja
- Sōsuke Ajino ne Il piano nella foresta
- Re Harrow di Katolis in Il principe dei draghi
- Barry Dylan in Archer
- Roy Fox in Kiff
- Barry Leibowitz-Jenkins in La famiglia Proud: più forte e orgogliosa
- James "Jim" Prescott Jr. in Spirit: Avventure in libertà
- Arrakore in LEGO Ninjago: La rivolta dei draghi
- Mahler in Secret Level

### Soap opera e telenovelas
- Luke Perry, Todd McDurmont, Rick Telles e Michael Weatherly in Quando si ama
- Russell Curry in Destini
- John Holding in Paradise Beach
- Sébastien Courivaud in Seconde chance
- Carlo Briani in Figli miei, vita mia
- Gustavo Ángel in Chica vampiro
- Juan Gil Navarro in Dance! La forza della passione
- Ted King in Beautiful

### Documentari
- Kai in La Zona D'interesse - La Vera Storia

### Videogiochi
- The X-Files: The Game
- Jack Kelly in Epic Mickey 2: L'avventura di Topolino e Oswald[2]
- John Carter in E.R. - Medici in prima linea[3]
- Jim Peyton in Lost Planet 3[4]

## Radio
- Il guastafeste, Catalogo radiofonico di spiacevolezze domenicali e non, regia di Mirella Mazzucchi e Paolo Leone, Rai Radio 1, 1986-1987
- Il sangue e la luna, sceneggiato radiofonico di Anna Leonardi, Rai Radio 2, 1991
- La testa nel muro, regia di Paolo Leone, Rai Radio 1, 1991
- Du gustis is megl che One, Radio Cigliano e Radio 1 New York, 2015-2017
- Dopocena con..., Radio Cigliano, 2016-in corso
- Se prima eravamo in 2, Radio Cigliano, 2017-in corso

## Musica
- Nel 2013 ha partecipato al brano Due belle persone tratto dall'album Voci per Valerio, contenuto nel cofanetto Pooh Box dei Pooh.
- Nel 2018 ha partecipato al brano Ad astra della band hard rock progressive italiana NeversiN tratto dall'album The outside in.
- Nel 2019 ha partecipato al brano 6 Maggio del Maestro Giovanni Cigliano tratto dall'album Lonely Man.

## Televisione
Dal 1989 al 1991 è l'annunciatore dei servizi giornalistici di Big!, contenitore per ragazzi in onda nel pomeriggio di Rai 1.
Nel 2015 ha partecipato ad una puntata di Un posto al sole come giornalista e collega di Michele Saviani.

## Teatro
- Sarto per signora di Georges Feydeau, regia di Alessio Cigliano (1987)
- L'allegra verità di Noël Coward, regia di Alessio Cigliano (1990)
- Il povero Piero, di Achille Campanile. Regia di Gianni Pontillo (1991)
- Deus ex machina, da Dio di Woody Allen, regia di Patrizio Cigliano (1995)[5]